# Santa Eulalia de Gállego
Santa Eulalia de Gállego (aragónul Santolaria de Galligo) község Spanyolországban,  Zaragoza tartományban. Santa Eulalia de Gállego Agüero, Murillo de Gállego, Biscarrués és Luna községekkel határos. Lakosainak száma 101 fő (2024).

## Népesség
A település népessége az utóbbi években az alábbiak szerint változott:
| Lakosok száma | 138  | 134  | 129  | 119  | 124  | 127  | 99   | 95   | 102  | 101  |
|               | 2001 | 2004 | 2007 | 2009 | 2012 | 2014 | 2017 | 2019 | 2022 | 2024 |